# Mollisia olivella
Mollisia olivella är en svampart som tillhör divisionen sporsäcksvampar, och som först beskrevs av Lucien Quélet, och fick sitt nu gällande namn av Boud.. Mollisia olivella ingår i släktet Mollisia, och familjen Dermateaceae. Arten är reproducerande i Sverige.